# Själlands stift
Själlands stift blev från 1537 namnet på det medeltida Roskilde stift efter den danska reformationen, då stiftet avlöste det tidigare katolska stiftet. Eftersom biskoparna residerade i huvudstaden och var professorer vid Köpenhamns universitet, finns de uppräknade under Köpenhamns stift. Det omfattade hela Själland samt efter 1660 Bornholm. Därtill kom ett antal mindre öar, som Møn och Amager. Stiftet delades 1922.